# Karl Aage Hansen
Karl Aage Hansen   (Mesinge, 4 de juliol de 1921 - Gentofte, 23 de novembre de 1990) fou un futbolista danès de la dècada de 1940.
Fou 22 cops internacional amb la selecció de Dinamarca amb la qual participà en els Jocs Olímpics d'Estiu de 1948.
Pel que fa a clubs, defensà els colors de Juventus F.C. i UC Sampdoria a Itàlia i Huddersfield Town a Anglaterra. També jugà a handbol a KFUM Handball i HG Handball.